# Giovanni Lanza
Domenico Giovanni Giuseppe Maria Lanza (15. února 1810, Casale Monferrato ‒ 9. března 1882, Řím) byl italský politik.
Vystudoval medicínu v Turíně a několik let ji praktikoval ve svém rodišti. Podporoval Associazione Agraria Subalpina (česky: Agrární podalpský spolek), která měla zlepšit úroveň zemědělství v severní Itálii. V roce 1848 byl zvolen do Piemontského parlamentu a dal se na Cavourovu stranu, kde se věnoval ekonomickým otázkám. V roce 1855 se stal ministrem školství a v roce 1858 ministrem financí. Od roku 1864 do roku 1865 byl ministrem vnitra v La Marmorově vládě, kde prosadil přesunutí hlavního města do Florencie. Odporoval finančni politice hraběte Menabrey, který rezignoval, když byl Lanza zvolen podruhé předsedou sněmovny. Lanza vytvořil nový kabinet, kde byl sám ministrem vnitra. S ministrem financí Quintinem Sellou se zasazoval o reformu italské finanční politiky, když Sellovy návrhy neprošly, rezignoval v roce 1873. Stejná vláda však později dovršila sjednocování Itálie a převedla vládu do Říma.